# 岡野敬一
岡野 敬一（おかの けいいち、1951年〈昭和26年〉7月23日 - 2024年〈令和6年〉9月7日）は、日本の政治家。元広島県因島市（現・尾道市）長（3期）。旭日小綬章受章。位階は従五位。

## 来歴・人物
広島県御調郡田熊町（のち因島市田熊町、現：尾道市因島田熊町）出身。広島県立因島高等学校を経て、東京農業大学大学院農学研究科農業経済学専攻博士課程修了。同大学の教員を経て、帰郷し、因島の会社に就職する。1985年、因島市議会議員選挙に立候補して当選。1987年に因島市長選挙に立候補して当選し、3期務める。1999年に落選。2003年の広島県議会議員選挙に出馬したが落選した。
因島市が尾道市と合併した後の2007年の尾道市長選挙に立候補を表明、無所属で出馬したが、尾道市教育長の平谷祐宏に敗れた。
2021年秋の叙勲で旭日小綬章を受章。2024年9月7日、心不全のため死去。73歳没。死没日付で従五位に叙された。

## 家族
息子の岡野斉也は広島県議会議員で、2023年に初当選している。